# Neverwinter
Neverwinter, spesso abbreviato a NW, è un videogioco mmorpg free-to-play sviluppato da Cryptic Studios, basato sull'ambientazione dei Forgotten Realms di Dungeons & Dragons e pubblicato Perfect World Entertainment. Annunciato ad agosto 2010 il gioco è uscito ufficialmente il 20 giugno 2013.
Il gioco è uno Stand-alone, che non ha alcun collegamento con un qualsiasi altro titolo Neverwinter.

## Sviluppo

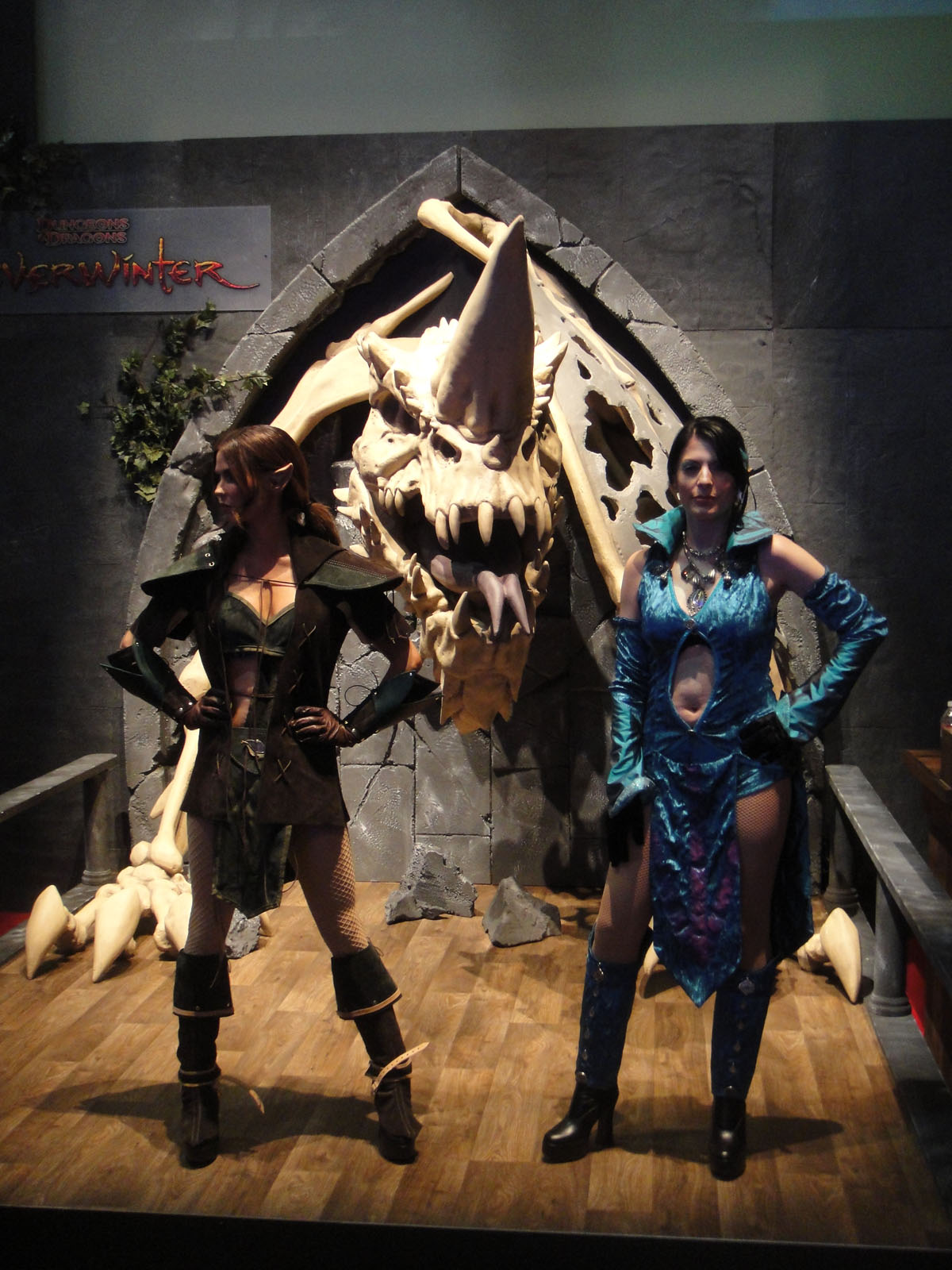
Due cosplay dei personaggi di Neverwinter per la presentazione all'E3 del 2012

Atari comprò la Cryptic Studios verso la fine del 2009, e riuscì a convincere i suoi dipendenti a creare un gioco che fosse ispirato a D&D ed ai libri di R.A. Salvatore.
Così, nell'agosto del 2010 Neverwinter venne annunciato all'E3 2009, per poi ricomparire all'E3 2010; in entrambe le mostre la data di uscita era prevista per la fine del 2011 od in alternativa per gli inizi del 2012. Sfortunatamente, a causa di vari problemi all'interno della Perfect World Entertainment il gioco venne posticipato fino a metà 2013. In data 31 marzo 2015 il gioco è stato lanciato su Xbox One. In data 19 luglio 2016 il gioco è stato lanciato anche su PlayStation 4.

## Caratteristiche
Il gioco è un classico MMORPG: si crea un personaggio scegliendone la classe, la razza, i punti statistica, l'aspetto fisico e una piccola biografia riguardo al suo passato. Una volta creato e dopo aver superato il tutorial, bisognerà vagare per l'immenso mondo di Neverwinter, di città in città, accettando le quest (ovvero missioni con ricompensa in oro, esperienza ed oggetti) dai più vari esseri del gioco.
Salendo di livello aumentano progressivamente le statistiche, la forza ed il numero di abilità utilizzabili.
È anche possibile comprare, creare e vendere oggetti e Kit di Sopravvivenza, che permettono al giocatore di ricevere oggetti altrimenti impossibili da prendere.

## Trama
Nelle terre di Neverwinter sta accadendo un'enorme catastrofe; dopo un Cataclisma Magico di proporzioni enormi, la Regina Valindra e il suo esercito di Non-Morti decidono di conquistare tutte le città del mondo. Un gruppo di valorosi guerrieri di ogni specie cerca di contrastare in ogni modo l'armata non-morta, con la coraggiosa intenzione di riportare le Terre al loro antico splendore, donandogli un'agognata pace.

### Classi
Il gioco permette di scegliere tra sette classi al momento della creazione del personaggio. La scelta della classe è svincolata dalla razza, ma per ogni classe esistono delle razze che offrono dei bonus migliori di altre. Una volta creato il personaggio la razza non può più esser cambiata, ma può venir resettata con la possibilità di ridistribuirne punteggi e poteri. Ogni classe dispone di due distinti cammini leggendari (Paragon Path) che offrono diversi poteri e bonus alla classe. Una volta raggiunto il livello 30 il giocatore dovrà scegliere tra uno dei due disponibili. Le classi sono:
Bardo (Bard)
Possiede i cammini leggendari: Cantore della lama (Singer of the Blade) e Menestrello (Minstrel)
Chierico (Cleric)Possiede i cammini leggendari: Oracolo Divino (Divine Oracle) e Campione Consacrato (Anointed Champion);
Barbaro (Barbarian)Possiede i cammini leggendari: Maestro di Spada ( Swordmaster) e Avanguardia di Ferro (Iron Vanguard);
Guerriero (Fighter)Possiede i cammini leggendari: Maestro di Spada ( Swordmaster) e Avanguardia di Ferro (Iron Vanguard);
Ladro (Rogue)Possiede i cammini leggendari: Maestro infiltratore (Master Infiltrator) e Whisperknife;
Mago (Wizard)Possiede i cammini leggendari: Mago della Tempesta Magica (Spellstorm Mage) e Maestro della Fiamma (Master of Flame);
Ranger (Ranger)Possiede i cammini leggendari: Guardiano Tempestoso (Stormwarden) e Ramingo (Pathfinder);
Warlock (Warlock)Possiede i cammini leggendari: Portatore d'Inferno (Hellbringer) e Amalganima (Soulbinder).
Paladino (Paladin)Possiede i cammini leggendari: Giuramento di Devozione (Oath of Devotion) e Giuramento di Protezione (Oath of Protection).

### Razze disponibili
Il mondo di Neverwinter ospita un altissimo numero di esseri alla pari degli umani che convivono con questi ultimi. Razze giocabili dai giocatori alla creazione del proprio personaggio:
UmaniGli umani sono esseri che si adattano facilmente ai nuovi climi ed ambienti, e sono la razza con le terre più estese. I loro costumi, metodi di combattimento, ideali e morali sono tra le più svariate. Sono molto coraggiosi.: Caratteristiche di razza:: Difesa versatile: Ottiene 250 punti bonus per tutte le valutazioni (statistiche di Difesa e attacco).: Punteggi di caratteristica : +3 a un punteggio di caratteristica
DrowI Drow sono una tipologia di elfo. La loro bellezza e la loro grazia nei combattimenti come nella quotidianità nasconde in realtà il loro selvaggio istinto, colmo di malvagità. Questa specie è organizzata in clan; i clan più forti sono quelli con i Drow più malvagi e più pericolosi.: Caratteristiche di razza:: Fuoco oscuro: Quando attacca un nemico ha il 5% in più di probabilità di attivare Fuoco oscuro per 4 secondi. Questo riduce di 2000 la difesa del bersaglio.: Punteggi di caratteristica : Dona destrezza +2, e carisma +2 o saggezza +2.: Trance: Mentre e fuori dai combattimenti aumenta la rigenerazione dei punti ferita.
NanoI nani sono una delle razze più antiche mai esistite; malgrado la loro bassa statura e la loro mancanza di eleganza e diplomazia, sono esseri molto resistenti al dolore che eccellono nella difficile arte del fabbro. Sono in ottimi rapporti con gli umani.: Caratteristiche di razza:: Piedi saldi: Ha il 20% di maggiore resistenza contro gli effetti di Colpire e Spingere.: Punteggi di caratteristica : Dona costituzione +2 , e forza +2 o saggezza +2.: Di ferro: Ottieni un bonus di 2000 di difesa.
TieflingDal passato oscuro, questi esseri sono molto simili agli umani, ad eccezione di un paio di corna poco sopra gli occhi e di una lunga coda molta simile a quella dei muli. Sono esperti nell'Arte della Magia e nel controllo degli elementi della Natura.: Caratteristiche di razza:: Sapore del sangue: Infligge il 5% di danni extra ai bersagli che hanno meno di metà salute.: Punteggi caratteristica : Dona carisma +2, e costituzione +2 o intelligenza +2.: Collera infernale: Quando subisce danni, ha il 10% di probabilità di applicare Collera infernale per 5 secondi su chi lo ha attaccato. Questo effetto riduce il danno inflitto dagli attacchi del bersaglio del 2,5%.
MezzelfoIl Mezzelfo sono l'incrocio tra umani ed elfi; sono una delle specie nate più di recente, e posseggono i pregi di entrambe le razze.: Caratteristiche di razza:: Apprendista: Dona +1 al punteggio di caratteristica (questo bonus e determinato automaticamente dalla classe che si sceglie).: Punteggi caratteristica : Dona costituzione +2, e carisma +2 o saggezza +2.: abilita al successo: La gravita critica e l'oro bonus ottengono l'1% in più alle altre razze ottieni 1500 di deviazione
I moduli consistono in importanti e corposi aggiornamenti e nuove espansioni del gioco. Solitamente con l'uscita di ogni modulo vengono inseriti nel gioco nuovi contenuti come: classi, razze, mappe e campagne, dungeon e schermaglie. Con ogni modulo avvengono in genere modifiche anche su contenuti già esistenti per bilanciare il gioco. Su base settimanale il gioco riceve invece delle patch di aggiornamento o di correzione di bug minori.
1. Fury of the Feywild - 22 agosto 2013
2. Shadowmantle - 5 dicembre 2013
3. Curse of Icewind Dale - 13 maggio 2014
4. Tyranny of Dragons - 14 agosto 2014
5. Rise of Tiamat - 18 novembre 2014
6. Elemental Evil - 7 aprile 2015
7. Strongholds - 12 agosto 2015
8. Underdark - 17 novembre 2015
9. Maze Engine - 15 marzo 2016
10. Storm King's Thunder - 16 agosto 2016
11. The Cloaked Ascendancy - 21 febbraio 2017
12. Tomb of Annihilation - 25 luglio 2017
13. Lost City of Omu - 27 febbraio 2018
14. Ravenloft - 26 giugno 2018
15. Heart of Fire: Acquisitions Incorporated Campaign - 6 novembre 2018
16. Undermountain - 23 aprile 2019
17. Uprising - 13 agosto 2019
18. Infernal Descent - 21 gennaio 2020